# Combretum

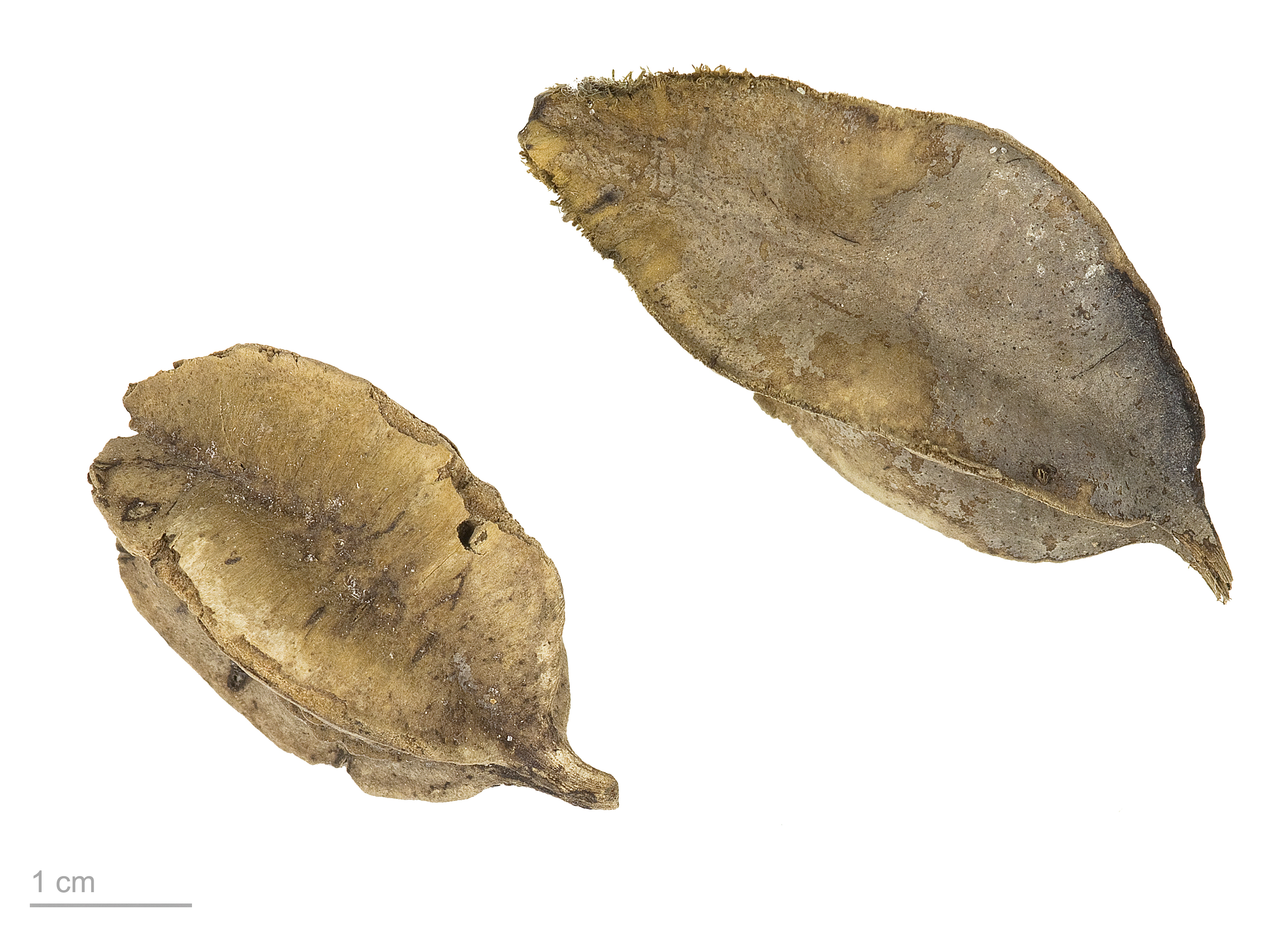
Combretum acutum - MHNT

Combretum é um género botânico pertencente à família Combretaceae.
A espécie-tipo é Combretum fruticosum (Loefl.) Stuntz, descrita em 1914.

## Espécies
O gênero abrange 22 sub-gêneros e cerca de 370 espécies. Algumas:
- Combretum assimile Eichler
- Combretum bracteosum (Hochst.) Brandis
- Combretum brevistylum Eichler
- Combretum caffrum (Eckl. & Zeyh.) Kuntze
- Combretum coccineum (Sonn.) Lam.: escova-de-macaco
- Combretum collinum Fresen.
- Combretum edwardsii Exell
- Combretum erythrophyllum (Burch.) Sond.
- Combretum fruticosum (Loefl.) Stuntz: escova-de-macaco-alaranjada
- Combretum grandiflorum G. Don: escova-de-macaco-vermelha
- Combretum hartmannianum Schweinf.
- Combretum hilarianum
- Combretum imberbe
- Combretum lanceolatum Pohl ex Eichler: mofumbo-do-rio
- Combretum laurifolium Mart.
- Combretum leprosum Mart.: mofumbo
- Combretum micranthum G. Don
- Combretum mkuzense Carr & Retief
- Combretum mossambicense (Klotzsch) Engl.
- Combretum nitidum Spruce (Eichler)
- Combretum padoides
- Combretum petrophilum Retief
- Combretum quadrangulare
- Combretum rochetianum A.Rich. ex A.Juss.
- Combretum rupicola Ridley
- Combretum tenuipetiolatum Wickens
- Combretum tetralophum C.B. Clarke